# Lieutadès
Lieutadès település Franciaországban, Cantal megyében. Lakosainak száma 171 fő (2022. január 1.). Lieutadès Cantoin, Espinasse, Jabrun, Sainte-Marie és Argences-en-Aubrac községekkel határos.

## Népesség
A település népességének változása:
| Lakosok száma | 363  | 287  | 252  | 220  | 176  | 165  | 162  | 156  | 161  | 171  |
|               | 1968 | 1982 | 1990 | 2006 | 2013 | 2015 | 2017 | 2019 | 2020 | 2022 |